# ロード・トゥ・パーディション
『ロード・トゥ・パーディション』（Road to Perdition）は、アメリカのミステリー作家であるマックス・アラン・コリンズ作のグラフィックノベルならびにそれを原作とした同名のアメリカ映画である。題名（地獄への道）は原作者が執筆の際に影響を受けた『子連れ狼』のキャッチコピー「冥府魔道を行く父子」からきている。なお、本項では映画に関して記述する。

## 概要
『アメリカン・ビューティー』で第72回アカデミー賞の作品賞と監督賞をダブル受賞したサム・メンデスが、トム・ハンクス、ポール・ニューマン、ジュード・ロウといった新旧実力派スターを揃え大恐慌時代のシカゴを舞台に、マフィアの世界の掟と、父と息子の絆を描いた人間ドラマである。小池一夫、小島剛夕の漫画『子連れ狼』をモチーフとした重厚かつ繊細な世界観は主に映画評論家から高く評価され、「アカデミー作品賞の最有力候補」と推す声も多かったが第75回アカデミー賞においては作品賞を除く6部門のノミネートに収まり、受賞は撮影賞のみであった。授賞式の際、式の半年前に撮影を担当したコンラッド・L・ホールが死去したため、息子が代理で受け取った。
日本での試写時ではタイトルを「狼は天使の匂い」としていたが、最終的に原題のカタカナ表記に決定した。

## ストーリー
イリノイ州ロックアイランドで、妻と2人の息子と共に暮らすマイケル・サリヴァンは、良き夫・良き父でありながらアイルランド系マフィアの殺し屋という裏の顔も持っていた。マフィアのボスであるジョン・ルーニーは、サリヴァン一家を自分の家族のように溺愛していた。その一方で実の息子であるコナーに対しては冷ややかで、コナーはそれを苦々しく思っていた。
ある日、組織の幹部会で父から激しく自分のミスを攻め立てられたコナーは、父への恐れと、そんな父に自分以上に溺愛されるサリヴァン一家への嫉妬と憎悪の念を抱くようになり、サリヴァンの妻と次男を殺害。それを知ったサリヴァンは生き残った長男と共にコナーへの復讐を決意。実の息子と、それ以上に愛したサリヴァン父子との間に板挟みになったジョンは実の息子を選び、サリヴァンの許に一流の殺し屋であるマグワイアを派遣。マグワイアの度重なる襲撃から逃れたサリヴァン父子は、かつて自分たちを愛してくれたジョンと、妻子の敵であるコナーを射殺。心身ともに憔悴しきったサリヴァンは息子と共に海辺の小さな家で一時の休息を過ごす。しかし突然サリヴァンの体を一発の銃弾が打ち抜いた。後ろを振り返るとマグワイアがいた。瀕死の状態でマグワイアを射殺したサリヴァンは、泣きつづける息子の腕の中で息を引き取るのであった。

## キャスト
| 役名                     | 俳優                           | 日本語吹替 |
| ------------------------ | ------------------------------ | ---------- |
| マイケル・サリヴァン     | トム・ハンクス                 | 江原正士   |
| ジョン・ルーニー         | ポール・ニューマン             | 小林勝彦   |
| マグワイア               | ジュード・ロウ                 | 家中宏     |
| マイケル・サリヴァン・Jr | タイラー・ホークリン           | 亀井芳子   |
| ピーター・サリヴァン     | リアム・エイケン               | 渡辺美佐   |
| コナー・ルーニー         | ダニエル・クレイグ             | 千田光男   |
| アニー・サリヴァン       | ジェニファー・ジェイソン・リー | 佐藤しのぶ |
| フィン・マガヴァン       | キアラン・ハインズ             | 水野龍司   |
| フランク・ニッティ       | スタンリー・トゥッチ           | 佐々木梅治 |
| アレクサンダー・ランス   | ディラン・ベイカー             | 田原アルノ |
| カルヴィーノ             | ダグ・スピヌッザ               | 岩崎ひろし |
| ジャック・ケリー         | デヴィッド・ダーロウ           | 石井隆夫   |
| フランク                 | ケヴィン・チャンバーリン       | 天田益男   |
| サラ                     | ダイアン・ドーシー             | 竹口安芸子 |
| ヴァージニア             | ペギー・ローダー               | 定岡小百合 |
| ニッティの部下           | ロデリック・ピープルズ         | 北川勝博   |
| ルビー                   | ララ・フィリップス             | 片桐真衣   |

- マグワイア役のジュード・ロウは、役作りのため頭髪を実際に抜いて演じた。

## スタッフ
- 監督：サム・メンデス
- 脚本：デイヴィッド・セルフ
- 原作：マックス・アラン・コリンズ、リチャード・ピアース・レイナー
- 製作：サム・メンデス、ディーン・ザナック、リチャード・D・ザナック
- 製作総指揮：ウォルター・F・パークス、ジョーン・ブラッドショウ
- 撮影監督：コンラッド・L・ホール
- プロダクションデザイナー：デニス・ガスナー
- 編集：ジル・ビルコック
- 衣裳デザイン：アルバート・ウォルスキー
- 音楽：トーマス・ニューマン
- 日本語字幕：戸田奈津子
- 吹替翻訳：杉田朋子
- 吹替演出：伊達康将
- 吹替調整：高橋昭雄
- 吹替制作：東北新社

## 受賞
- 第75回アカデミー賞

| 受賞       | 人物                                                 |
| 撮影賞     | コンラッド・L・ホール                                |
| ノミネート |                                                      |
| 助演男優賞 | ポール・ニューマン                                   |
| 美術賞     | デニス・ガスナー ナンシー・ハイ                      |
| 作曲賞     | トーマス・ニューマン                                 |
| 録音賞     | スコット・ミラン ボブ・ビーマー ジョン・プリチェット |
| 音響編集賞 | スコット・ヘッカー                                   |

- 第60回ゴールデングローブ賞
  - 助演男優賞・・・ポール・ニューマン（ノミネート）

- 第56回英国アカデミー賞

| 受賞                       | 人物                  |
| 撮影賞                     | コンラッド・L・ホール |
| プロダクション・デザイン賞 | デニス・ガスナー      |

## 製作

### 企画
マックス・アラン・コリンズが『Road to Perdition』を書いたとき、それを読んだ彼のエージェントがストーリーが映画に向いていると感じ、映画関係者に見せた。1999年、小説はリチャード・D・ザナックの息子で製作会社の副社長のディーン・ザナックに渡った。その後モロッコで英雄の条件の製作を担当していた父の元に送られ、ザナックはストーリーを気に入りスティーヴン・スピルバーグに送った。間もなく、スピルバーグはドリームワークスのスタジオで計画の準備をはじめたが、監督は担当しなかった。
アメリカン・ビューティーの撮影が終わったサム・メンデスは新しい計画を求め、ビューティフル・マインド、光の旅人 K-PAX、シッピング・ニュースなどの製作計画に目を通した。ドリームワークスはメンデスに計画の提案として『Road to Perdition』を送り、メンデスはストーリーに魅了され「ストーリーは非常にシンプルだが、テーマは非常に複雑だ」と語った。テーマの1つは、子供たちが近づきにくい両親の世界であった。メンデスは、子供たちが暴力を扱うにはどうするかストーリーテーマを考え、暴力にさらされながらも子供が自らも暴力の道に入っていく様を思いつく。彼は、スクリプトについて「絶対的なモラルなどない」と説明し、それが作品に興味を持った理由だと語った。

### 撮影
原作の場面を描くため、メンデスはエドワード・ホッパーの絵からヒントを得て照明をセットすることにし、彼と撮影監督のコンラッド・L・ホールはホッパーの絵に似た雰囲気を出すように努めた。またホールは、レンズの絞りをワイド・オープンで被写界深度を浅くし、一点に焦点が合うようにした。彼は映画の感情的な次元をどう表現するか考え、型にはまらないテクニックとユニークな照明効果を作成する材料を使用した。ホールの撮影方法のひとつに、屋外で日陰の雰囲気を出すために照明に黒い絹をかけるというものがあった。
ホールは意図的にハンクス演じるマイケル・サリヴァンからカメラの距離をとり、父の本当のことを知らない息子からの視点に見えるようにした。そして、ハンクスをシーン登場時とシーン退場時に部分的にぼんやりとさせた。ワイド・レンズは登場人物から距離を維持する場面で使用された。
車の窓に反射する空の輪郭などでリチャード・ピアース・レイナーによって描かれた原作のイラストが挿入されている。

## 評価

### 批評家の反応
批評家からは概ね肯定的な評価を受けた。Rotten Tomatoesでは206件のレビュー中83%が本作を支持し、平均点は7.5/10となった。Metacriticでは36名の批評家レビューに基づいて72点となった。